# Salima Yenbou
Salima Yenbou (ur. 14 marca 1971 w Aubervilliers) – francuska polityk, nauczycielka i działaczka samorządowa, posłanka do Parlamentu Europejskiego IX kadencji.

## Życiorys
Zawodowo związana z oświatą, pracowała jako nauczycielka i dyrektorka szkoły. W 2012 została członkinią Partii Socjalistycznej. W 2014 weszła w skład rady miejscowości Dammarie-les-Lys. W 2015 odeszła z frakcji radnych swojego ugrupowania. Wcześniej w tym samym roku zyskała pewną rozpoznawalność dzięki swojemu wystąpieniu przed kierownictwem Partii Socjalistycznej, w którym poruszała problemy imigrantów we Francji. Została liderką inicjatywy Démocratie21 i współprzewodniczącą ruchu politycznego Mouvement 100%. Dołączyła też do kierownictwa ekologicznego ugrupowania Alliance écologiste indépendante. W wyborach w 2019 z listy zorganizowanej przez partię Europe Écologie-Les Verts uzyskała mandat posłanki do Parlamentu Europejskiego IX kadencji. W 2022 opuściła frakcję ekologiczną w PE, dołączając następnie do grupy liberalnej.